# Nada Cristofoli
Nada Cristofoli (Spilimbergo, província de Pordenone, 6 de gener de 1971) és una ciclista italiana, que combinà tant la carretera com el ciclisme en pista.

## Palmarès en ruta
- 1993
  - Vencedora de 2 etapes al Giro d'Itàlia
- 1995
  - 1a al Giro del Friül
  - Vencedora d'una etapa al Giro del Trentino
- 1997
  - Vencedora d'una etapa al Giro d'Itàlia